# Liste der Nummer-eins-Hits in Neuseeland (1985)
Dies ist eine Liste der Nummer-eins-Hits in Neuseeland im Jahr 1985. Sie basiert auf den offiziellen Single und Albums Top 40, die im Auftrag von Recorded Music NZ, dem neuseeländischen Vertreter der IFPI, ermittelt werden. Es gab in diesem Jahr 15 Nummer-eins-Singles und 12 Nummer-eins-Alben.

## Singles
| ← 1984 ← | Liste der Nummer-eins-Hits in Neuseeland | Liste der Nummer-eins-Hits in Neuseeland | Liste der Nummer-eins-Hits in Neuseeland                                                          | 1986 →                    |
| \| Zeitraum \| Wo. ges. \| Interpret \| Titel Autor(en) \| Zusätzliche Informationen \| \| (Zeitraum, Wochen auf Platz eins, Interpret, Titel, Autor[en], zusätzliche Informationen) \| \| \| \| \| \| ----------------------------------------------------------------------------------------- \| -------- \| --------------------- \| ------------------------------------------------------------------------------------------------- \| ------------------------- \| \| 9. Dezember 1984 – 19. Januar 1985 6 Wochen \| 6 \| Billy Ocean \| Caribbean Queen Keith Vincent Alexander, Leslie Sebestian Charles \| – \| \| 20. Januar 1985 – 16. Februar 1985 4 Wochen \| 4 \| Band Aid \| Do They Know It’s Christmas? Bob Geldof, Midge Ure \| – \| \| 17. Februar 1985 – 23. Februar 1985 1 Woche (insgesamt 3) \| 3 \| Foreigner \| I Want to Know What Love Is Michael Leslie Jones \| – \| \| 24. Februar 1985 – 2. März 1985 1 Woche \| 1 \| Bruce Springsteen \| Born in the U.S.A. Bruce Springsteen \| – \| \| 3. März 1985 – 16. März 1985 2 Wochen (insgesamt 3) \| 3 \| Foreigner \| I Want to Know What Love Is Michael Leslie Jones \| – \| \| 17. März 1985 – 30. März 1985 2 Wochen \| 2 \| Ashford & Simpson \| Solid Nickolas Ashford, Valerie Simpson \| – \| \| 31. März 1985 – 20. April 1985 3 Wochen \| 3 \| Tears for Fears \| Shout Roland Orzabal, Ian Stanley \| – \| \| 21. April 1985 – 8. Juni 1985 7 Wochen \| 7 \| USA for Africa \| We Are the World Michael Joe Jackson, Lionel B. Richie Jr. \| – \| \| 9. Juni 1985 – 15. Juni 1985 1 Woche \| 1 \| Tears for Fears \| Everybody Wants to Rule the World Roland Orzabal, Ian Stanley, Christopher Merrick Hughes \| – \| \| 16. Juni 1985 – 6. Juli 1985 3 Wochen \| 3 \| Alison Moyet \| That Ole Devil Called Love Allan Roberts, Doris Fisher \| – \| \| 7. Juli 1985 – 10. August 1985 5 Wochen \| 5 \| Paul Hardcastle \| 19 Musik: Paul Hardcastle, Mike Oldfield; Text: Paul Hardcastle \| – \| \| 11. August 1985 – 21. September 1985 6 Wochen \| 6 \| Madonna \| Into the Groove Madonna L. Ciccone, Stephen Pate Bray \| – \| \| 22. September 1985 – 2. November 1985 6 Wochen \| 6 \| UB40 & Chrissie Hynde \| I Got You Babe Sonny Bono \| – \| \| 3. November 1985 – 16. November 1985 2 Wochen \| 2 \| Stevie Wonder \| Part-Time Lover Stevie Wonder \| – \| \| 17. November 1985 – 14. Dezember 1985 4 Wochen \| 4 \| Jennifer Rush \| The Power of Love Musik: Gunther Mende, Candy de Rouge; Text: Mary Susan Applegate, Jennifer Rush \| – \| \| 15. Dezember 1985 – 25. Januar 1986 6 Wochen \| 6 \| Peking Man \| Room That Echoes Neville John Rotherham Hall \| – \| |                                          |                                          |                                                                                                   |                           |
| ← 1984 |                                          |                                          |                                                                                                   | → 1986 →                  |
| Zeitraum | Wo. ges.                                 | Interpret                                | Titel Autor(en)                                                                                   | Zusätzliche Informationen |
| (Zeitraum, Wochen auf Platz eins, Interpret, Titel, Autor[en], zusätzliche Informationen) |                                          |                                          |                                                                                                   |                           |
| 9. Dezember 1984 – 19. Januar 1985 6 Wochen | 6                                        | Billy Ocean                              | Caribbean Queen Keith Vincent Alexander, Leslie Sebestian Charles                                 | –                         |
| 20. Januar 1985 – 16. Februar 1985 4 Wochen | 4                                        | Band Aid                                 | Do They Know It’s Christmas? Bob Geldof, Midge Ure                                                | –                         |
| 17. Februar 1985 – 23. Februar 1985 1 Woche (insgesamt 3) | 3                                        | Foreigner                                | I Want to Know What Love Is Michael Leslie Jones                                                  | –                         |
| 24. Februar 1985 – 2. März 1985 1 Woche | 1                                        | Bruce Springsteen                        | Born in the U.S.A. Bruce Springsteen                                                              | –                         |
| 3. März 1985 – 16. März 1985 2 Wochen (insgesamt 3) | 3                                        | Foreigner                                | I Want to Know What Love Is Michael Leslie Jones                                                  | –                         |
| 17. März 1985 – 30. März 1985 2 Wochen | 2                                        | Ashford & Simpson                        | Solid Nickolas Ashford, Valerie Simpson                                                           | –                         |
| 31. März 1985 – 20. April 1985 3 Wochen | 3                                        | Tears for Fears                          | Shout Roland Orzabal, Ian Stanley                                                                 | –                         |
| 21. April 1985 – 8. Juni 1985 7 Wochen | 7                                        | USA for Africa                           | We Are the World Michael Joe Jackson, Lionel B. Richie Jr.                                        | –                         |
| 9. Juni 1985 – 15. Juni 1985 1 Woche | 1                                        | Tears for Fears                          | Everybody Wants to Rule the World Roland Orzabal, Ian Stanley, Christopher Merrick Hughes         | –                         |
| 16. Juni 1985 – 6. Juli 1985 3 Wochen | 3                                        | Alison Moyet                             | That Ole Devil Called Love Allan Roberts, Doris Fisher                                            | –                         |
| 7. Juli 1985 – 10. August 1985 5 Wochen | 5                                        | Paul Hardcastle                          | 19 Musik: Paul Hardcastle, Mike Oldfield; Text: Paul Hardcastle                                   | –                         |
| 11. August 1985 – 21. September 1985 6 Wochen | 6                                        | Madonna                                  | Into the Groove Madonna L. Ciccone, Stephen Pate Bray                                             | –                         |
| 22. September 1985 – 2. November 1985 6 Wochen | 6                                        | UB40 & Chrissie Hynde                    | I Got You Babe Sonny Bono                                                                         | –                         |
| 3. November 1985 – 16. November 1985 2 Wochen | 2                                        | Stevie Wonder                            | Part-Time Lover Stevie Wonder                                                                     | –                         |
| 17. November 1985 – 14. Dezember 1985 4 Wochen | 4                                        | Jennifer Rush                            | The Power of Love Musik: Gunther Mende, Candy de Rouge; Text: Mary Susan Applegate, Jennifer Rush | –                         |
| 15. Dezember 1985 – 25. Januar 1986 6 Wochen | 6                                        | Peking Man                               | Room That Echoes Neville John Rotherham Hall                                                      | –                         |

## Alben
| ← 1984 ← | Liste der Nummer-eins-Hits in Neuseeland | Liste der Nummer-eins-Hits in Neuseeland | Liste der Nummer-eins-Hits in Neuseeland | 1986 →                    |
| \| Zeitraum \| Wo. ges. \| Interpret \| Titel \| Zusätzliche Informationen \| \| (Zeitraum, Wochen auf Platz eins, Interpret, Titel, zusätzliche Informationen) \| \| \| \| \| \| ------------------------------------------------------------------------------ \| -------- \| ------------------------- \| ------------------------------ \| ------------------------- \| \| 16. Dezember 1984 – 19. Januar 1985 5 Wochen \| 5 \| The Cars \| Heartbeat City \| – \| \| 20. Januar 1985 – 2. Februar 1985 2 Wochen \| 2 \| Frankie Goes to Hollywood \| Welcome to the Pleasuredome \| – \| \| 3. Februar 1985 – 9. Februar 1985 1 Woche \| 1 \| Wham! \| Make It Big \| – \| \| 10. Februar 1985 – 23. Februar 1985 2 Wochen (insgesamt 15) \| 15 \| Bruce Springsteen \| Born in the U.S.A. \| – \| \| 24. Februar 1985 – 2. März 1985 1 Woche \| 1 \| Alison Moyet \| Alf \| – \| \| 3. März 1985 – 20. April 1985 7 Wochen (insgesamt 15) \| 15 \| Bruce Springsteen \| Born in the U.S.A. \| – \| \| 21. April 1985 – 27. April 1985 1 Woche \| 1 \| Phil Collins \| No Jacket Required \| – \| \| 28. April 1985 – 8. Juni 1985 6 Wochen (insgesamt 15) \| 15 \| Bruce Springsteen \| Born in the U.S.A. \| – \| \| 9. Juni 1985 – 29. Juni 1985 3 Wochen (insgesamt 25) \| 25 \| Dire Straits \| Brothers in Arms \| – \| \| 30. Juni 1985 – 20. Juli 1985 3 Wochen \| 3 \| Talking Heads \| Little Creatures \| – \| \| 21. Juli 1985 – 10. August 1985 3 Wochen (insgesamt 9) \| 9 \| Madonna \| Like a Virgin \| – \| \| 11. August 1985 – 31. August 1985 3 Wochen \| 3 \| Billy Joel \| Greatest Hits Vol. I & Vol. II \| – \| \| 1. September 1985 – 5. Oktober 1985 5 Wochen (insgesamt 9) \| 9 \| Madonna \| Like a Virgin \| – \| \| 6. Oktober 1985 – 16. November 1985 6 Wochen \| 6 \| Bryan Adams \| Reckless \| – \| \| 17. November 1985 – 7. Dezember 1985 3 Wochen \| 3 \| ZZ Top \| Afterburner \| – \| \| 8. Dezember 1985 – 8. Februar 1986 9 Wochen (insgesamt 25) \| 25 \| Dire Straits \| Brothers in Arms \| – \| |                                          |                                          |                                          |                           |
| ← 1984 |                                          |                                          |                                          | → 1986 →                  |
| Zeitraum | Wo. ges.                                 | Interpret                                | Titel                                    | Zusätzliche Informationen |
| (Zeitraum, Wochen auf Platz eins, Interpret, Titel, zusätzliche Informationen) |                                          |                                          |                                          |                           |
| 16. Dezember 1984 – 19. Januar 1985 5 Wochen | 5                                        | The Cars                                 | Heartbeat City                           | –                         |
| 20. Januar 1985 – 2. Februar 1985 2 Wochen | 2                                        | Frankie Goes to Hollywood                | Welcome to the Pleasuredome              | –                         |
| 3. Februar 1985 – 9. Februar 1985 1 Woche | 1                                        | Wham!                                    | Make It Big                              | –                         |
| 10. Februar 1985 – 23. Februar 1985 2 Wochen (insgesamt 15) | 15                                       | Bruce Springsteen                        | Born in the U.S.A.                       | –                         |
| 24. Februar 1985 – 2. März 1985 1 Woche | 1                                        | Alison Moyet                             | Alf                                      | –                         |
| 3. März 1985 – 20. April 1985 7 Wochen (insgesamt 15) | 15                                       | Bruce Springsteen                        | Born in the U.S.A.                       | –                         |
| 21. April 1985 – 27. April 1985 1 Woche | 1                                        | Phil Collins                             | No Jacket Required                       | –                         |
| 28. April 1985 – 8. Juni 1985 6 Wochen (insgesamt 15) | 15                                       | Bruce Springsteen                        | Born in the U.S.A.                       | –                         |
| 9. Juni 1985 – 29. Juni 1985 3 Wochen (insgesamt 25) | 25                                       | Dire Straits                             | Brothers in Arms                         | –                         |
| 30. Juni 1985 – 20. Juli 1985 3 Wochen | 3                                        | Talking Heads                            | Little Creatures                         | –                         |
| 21. Juli 1985 – 10. August 1985 3 Wochen (insgesamt 9) | 9                                        | Madonna                                  | Like a Virgin                            | –                         |
| 11. August 1985 – 31. August 1985 3 Wochen | 3                                        | Billy Joel                               | Greatest Hits Vol. I & Vol. II           | –                         |
| 1. September 1985 – 5. Oktober 1985 5 Wochen (insgesamt 9) | 9                                        | Madonna                                  | Like a Virgin                            | –                         |
| 6. Oktober 1985 – 16. November 1985 6 Wochen | 6                                        | Bryan Adams                              | Reckless                                 | –                         |
| 17. November 1985 – 7. Dezember 1985 3 Wochen | 3                                        | ZZ Top                                   | Afterburner                              | –                         |
| 8. Dezember 1985 – 8. Februar 1986 9 Wochen (insgesamt 25) | 25                                       | Dire Straits                             | Brothers in Arms                         | –                         |